# Window Shopper
"Window Shopper" (em português:  "Só olha a vitrine") é um single do rapper 50 Cent. Ele foi o segundo single  nos Estados Unidos e o primeiro single no Reino Unido e na Austrália da trilha sonora de Get Rich or Die Tryin' lançado em 2005. Ele só alcançou a 20º posição no Billboard Hot 100, tornando-se o segundo em sequência dos mal-sucedidos singles de trilha sonora, no entanto, foi a mais álta posição do álbum.
Recebeu o disco de ouro nos Estados Unidos.

"Window Shopper" contém elementos da música "Burnin' and Lootin" do álbum Burnin' de Bob Marley.
Após a música ser lançada como um single, passou por grandes edições para incluir os rappers: Ja Rule, Jadakiss, Fat Joe, Nas & The Game.

## Videoclipe
O videoclipe foi gravado em Mônaco e tem como tema 50 Cent e seus amigos. Eles são ricos o bastante para comprar produtos superfaturados, como um cheeseburguer de $400 e um Maserati MC12 por  $1 500 000. O videoclipe também contém vários clips do filme, e recebeu o título de Melhor Videoclip de Rap pela MTV Video Music Awards de 2006. Existem duas versões do vídeo: uma contém várias cenas do filme e a outra não, esta é a versão completa do vídeo. Por exemplo, ambos os vídeos começam com a filmagem do filme com Marcus olhando um par de sapatos pela janela, ou ele começa com 50 Cent tentando entender um homem francês que vende um par de sapatos.

## Posições em paradas musicais
| Parada musical (2005)           | Posição |
| ------------------------------- | ------- |
| ARIA Charts                     | 13      |
| Media Control Charts            | 20      |
| UK Singles Chart                | 11      |
| Billboard Hot 100               | 20      |
| Billboard Hot Rap Tracks        | 9       |
| Billboard Hot R&B/Hip-Hop songs | 14      |
| Billboard Pop 100               | 41      |

## Paródias
- Lily Allen gravou uma paródia de "Window Shopper" chamada "Nan You're a Window Shopper", sobre sua avó. A versão desta música está no U.S. lançada no seu álbum Alright, Still.
- Loon parodiou a música em um discurso para Ma$e.